# Pfaffenschlag (Gemeinde Kottes-Purk)
Pfaffenschlag ist eine Ortschaft und eine Katastralgemeinde der Gemeinde Kottes-Purk im Bezirk Zwettl in Niederösterreich.

## Geografie
Der Weiler liegt nordwestlich von Purk nahe der Großen Krems, über die hier auch eine Straßenbrücke führt. Am 1. April 2020 umfasste die Ortschaft 8 Adressen.

## Geschichte
Der Ort wird spätestens 1302 zum ersten Mal schriftlich erwähnt.
Im Eintrag der Josephinischen Fassion aus Jahre 1786/87 gab es im heutigen Ort 4 Häuser.
Im Jahr 1822 wurde der Ort als Dorf mit vier Häusern genannt, das nach Purk eingepfarrt war, wohin auch die Kinder eingeschult wurden. Die Herrschaft Prandhof besaß die Ortsobrigkeit, besorgte die Konskription und übte die Landgerichtsbarkeit. Die Untertanen und Grundholde des Ortes gehörten der Herrschaft Prandhof.
Nach der Entstehung der Ortsgemeinden 1849 wurde der Ort eine Katastralgemeinde der Ortsgemeinde Purk.
Laut Adressbuch von Österreich war im Jahr 1938 im Dorf Pfaffenschlag mehrere Landwirte mit Direktvertrieb ansässig.
Im Zuge der Niederösterreichischen Kommunalstrukturverbesserung wurde der Ort durch die Auflösung der Gemeinde Purk am 1. Januar 1967 ein Teil der Gemeinde Kottes-Purk.

## Siedlungsentwicklung
Zum Jahreswechsel 1979/1980 befanden sich in der Katastralgemeinde Pfaffenschlag insgesamt 7 Bauflächen mit 4.385 m² und 4 Gärten auf 1.163 m², 1989/1990 gab es 11 Bauflächen. 1999/2000 war die Zahl der Bauflächen auf 23 angewachsen und 2009/2010 bestanden 14 Gebäude auf 22 Bauflächen.

## Bodennutzung
Die Katastralgemeinde ist landwirtschaftlich geprägt. 84 Hektar wurden zum Jahreswechsel 1979/1980 landwirtschaftlich genutzt und 86 Hektar waren forstwirtschaftlich geführte Waldflächen. 1999/2000 wurde auf 74 Hektar Landwirtschaft betrieben und 97 Hektar waren als forstwirtschaftlich genutzte Flächen ausgewiesen. Ende 2018 waren 71 Hektar als landwirtschaftliche Flächen genutzt und Forstwirtschaft wurde auf 96 Hektar betrieben. Die durchschnittliche Bodenklimazahl von Pfaffenschlag beträgt 23,3 (Stand 2010).